# Camillo Marinone
Camillo Joseph Marinone (Chiavazza, 24 maggio 1909 – Fort Lewis, 20 dicembre 1942) è stato un cestista italiano.

## Carriera
Ha vinto 4 scudetti con la maglia dell'Olimpia Milano. Ha disputato gli Europei 1937 con la Nazionale italiana.

## Palmarès
- Campionato italiano: 4

Olimpia Milano: 1935-36, 1936-37, 1937-38, 1938-39